# وانوش خانامیریان
وانوش خانامیریان (ارمنی: Վանուշ Խանամիրյան؛ زادهٔ ۵ نوامبر ۱۹۲۷ - درگذشته ۵ اکتبر ۲۰۱۱) رقصنده اهل ارمنستان بود.

## زندگی‌نامه
وی در ۵ نوامبر ۱۹۲۷ در ایروان به دنیا آمد . وی برنده جوایزی همچون مدال موسس خورناتسی (۱۹۹۸)،  نشان پرچم سرخ کار و هنرمند مردمی ارمنستان شوروی (۱۹۶۳) است. وی در ۵ اکتبر ۲۰۱۱ در سن ۸۳ سالگی در ایروان درگذشت.